# Krzysztof Jaranowski
Krzysztof Jaranowski (Jarnowski) herbu Topór – cześnik dobrzyński w latach 1662-1679.
Członek konfederacji województw kujawskich w 1670 roku.
Był elektorem Michała Korybuta Wiśniowieckiego z województwa brzeskokujawskiego w 1669 roku.